# Cyphon dentatus
Cyphon dentatus es una especie de coleóptero de la familia Scirtidae.

## Distribución geográfica
Habita en Filipinas.